# 喜马拉雅臭樱
喜马拉雅臭樱（学名：Prunus himalayana）为蔷薇科李属的植物。其种加词“himalayana”意为“喜马拉雅山脉的”。分布在尼泊尔、锡金以及中国大陆的西藏等地，生长于海拔2,800米至4,200米的地区，常生长在林内，目前尚未由人工引种栽培。

## 分类
本种最初被归类为臭樱属（Maddenia），但如今臭樱属已被归类于李属之下稠李亚属的一部分。

### 學名
本種最初的學名由约瑟夫·道尔顿·胡克及托马斯·汤普森于1854年所發表，種小名取自喜马拉雅，直到本種被重新歸於李屬時，由於同樣的種小名早在1954年就已經被尼泊爾櫻桃（Prunus himalaica）所佔用，於是2010年文軍便以同樣意思的另一拼寫法“himalayana”取代原有的種小名。